# Another World (Gackt-dal)
Az Another World Gackt japán énekes kislemeze, mely 2001. szeptember 5-én jelent meg a Nippon Crown kiadónál. Második helyezett volt az Oricon heti slágerlistáján és 17 hétig szerepelt rajta. Ez Gackt legsikeresebb kislemeze, 285 550 eladott példánnyal. Év végén a Kóhaku uta gasszen című neves televíziós műsorban is előadta a dalt. A dalt a Siszeidó vállalat neue MEN's reklámjában is felhasználták.

## Számlista
| #  | Cím                          | Hossz |
| -- | ---------------------------- | ----- |
| 1. | Another World                | 3:11  |
| 2. | Fragrance                    | 4:43  |
| 3. | Another World (Instrumental) | 3:11  |